# Apatura cerberea
Apatura cerberea är en fjärilsart som beskrevs av Cabeau 1919. Apatura cerberea ingår i släktet Apatura och familjen praktfjärilar. Inga underarter finns listade i Catalogue of Life.